# Диксон, Владимир Вальтерович
Владимир Вальтерович Диксон (16 (28) марта 1900, Сормово, Балахнинский уезд, Нижегородская губерния, Российская империя — 17 декабря 1929, Нёйи-сюр-Сен, Франция) — русский и английский поэт, прозаик, переводчик, эмигрант «первой волны», основатель издательства «Вол» (Париж).

## Биография
Родился 16 (28) марта 1900 года в Сормове Нижегородской губернии. Его отец, Уолтер Фрэнк (Вальтер Франк) Диксон, был американцем, приехавшим в Россию работать инженером-строителем на заводах Сормова в 1895, где В 1898 году женился на обрусевшей польке Людмиле Ивановне Биджевской.
В 1900 году семья Диксонов, вместе с трёхмесячным сыном Владимиром, переехала в Подольск, Московской губернии, где отец работал инженером в компании «Зингер».
Воспитанием Владимира занималась мать и, позднее, гувернантка-француженка. Девяти лет, поступая в Подольское реальное училище, Володя уже прекрасно владел французским, тяготел к литературе, писал стихи.
В 1917 году Владимир Диксон был вынужден уехать из России. Продолжает учёбу в США. Там в 1921 году окончил технологический институт (в штате Массачусетс), а в 1922 — Гарвардский университет со степенью магистра. Около года Владимир работал в компании «Зингер». В 1923 году, приняв предложение компании, становится ведущим инженером в одном из её крупнейших филиалов, в Париже.
В Париже он много писал и переводил стихи молодых русских поэтов-эмигрантов на английский язык.
В 1924 году в Париже был издан сборник стихов «Ступени», а в 1927 году — книга прозы «Листья».
Владимир Диксон скончался 17 декабря 1929 года в Американском госпитале Парижского предместья Нейи-сюр-Сен на 10 день после операции аппендицита от эмболии. Похоронен в Пленфилде, где жили родители. Парижская газета русских эмигрантов «Последние новости» поместила 22 декабря 1929 года некролог памяти Владимира Диксона, где назвала его «значительным, истинно русским поэтом с особым, глубоким даром проникновения»…
В 1930 году, стараниями близких и друзей Владимира, при участии Алексея Ремизова, Джеймса Джойса и Макса Жакоба был выпущен сборник «Стихи и Проза», с предисловием Ремизова.